# Carolina Panthers 2000
La stagione 2000 dei Carolina Panthers è stata la 6ª della franchigia nella National Football League, la seconda con George Seifert come capo-allenatore.

## Calendario
| Turno | Data               | Avversario             | Risultato          | Risultato          | Stadio                       | Pubblico           |
| Turno | Data               | Avversario             | Punteggio          | Record             | Stadio                       | Pubblico           |
| ----- | ------------------ | ---------------------- | ------------------ | ------------------ | ---------------------------- | ------------------ |
| 1     | 3/9                | at Washington Redskins | S 17–20            | 0–1                | FedExField                   | 80,257             |
| 2     | 10/9               | at San Francisco 49ers | V 38–22            | 1–1                | 3Com Park                    | 66,879             |
| 3     | 17/79              | Atlanta Falcons        | S 10–15            | 1–2                | Ericsson Stadium             | 66,498             |
| 4     | Settimana di pausa | Settimana di pausa     | Settimana di pausa | Settimana di pausa | Settimana di pausa           | Settimana di pausa |
| 5     | 1/10               | Dallas Cowboys         | S 13–16 (DTS)      | 1–3                | Ericsson Stadium             | 68,909             |
| 6     | 8/10               | Seattle Seahawks       | V 26–3             | 2–3                | Ericsson Stadium             | 57,090             |
| 7     | 15/10              | at New Orleans Saints  | S 6–24             | 2–4                | Louisiana Superdome          | 50,015             |
| 8     | 22/10              | San Francisco 49ers    | V 34–16            | 3–4                | Ericsson Stadium             | 61,350             |
| 9     | 29/10              | at Atlanta Falcons     | S 12–13            | 3–5                | Georgia Dome                 | 46,178             |
| 10    | 5/11               | at St. Louis Rams      | V 27–24            | 4–5                | Trans World Dome             | 66,048             |
| 11    | 12/11              | New Orleans Saints     | S 10–20            | 4–6                | Ericsson Stadium             | 61,473             |
| 12    | 19/11              | at Minnesota Vikings   | S 17–31            | 4–7                | Hubert H. Humphrey Metrodome | 64,208             |
| 13    | 27/11              | Green Bay Packers      | V 31–14            | 5–7                | Ericsson Stadium             | 62,518             |
| 14    | 3/12               | St. Louis Rams         | V 16–3             | 6–7                | Ericsson Stadium             | 46,659             |
| 15    | 10/12              | at Kansas City Chiefs  | S 14–15            | 6–8                | Arrowhead Stadium            | 77,481             |
| 16    | 17/12              | San Diego Chargers     | V 30–22            | 7–8                | Ericsson Stadium             | 42,206             |
| 17    | 24/12              | at Oakland Raiders     | S 9–52             | 7–9                | Network Associates Coliseum  | 60,637             |